# 东洋飞虱属
东洋飞虱属（学名：Orientoya）是稻虱科下的一个属。

## 下属物种
本属包括以下物种：
- 东洋飞虱 Orientoya orientalis Chen & Ding, 2001[2]